# ラホーハ

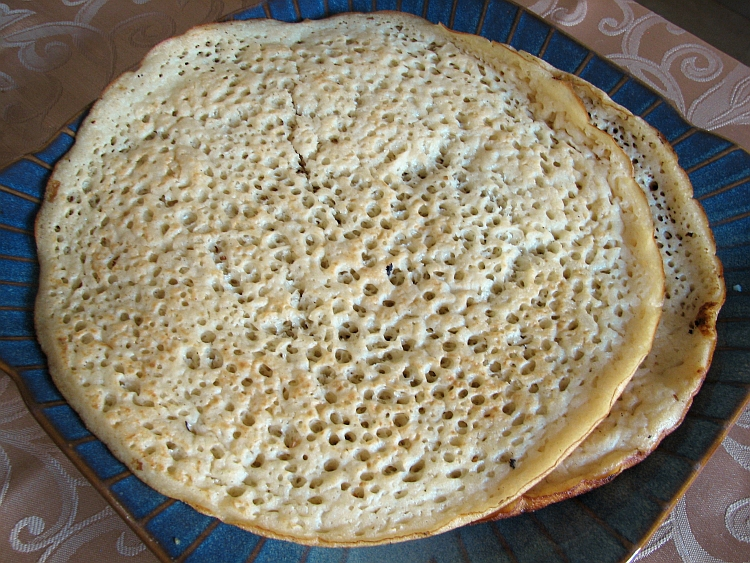
イエメンのラホーハ

ラホーハ（英語: lahoh、ソマリ語: laxoox, laa-hōh、アラビア語: لحوح）は、ジブチ、ソマリア、イエメン発祥の、パンケーキのようなスポンジ状のパンである。イスラエルでも人気がある。移住してきたイエメン・ユダヤ人によってイスラエルにもたらされた。イエメンでは、街路で行商人がよく売っている。

## 作り方
ラホーハは、ベーキングパウダーの入っていない穀粉、ベーキングパウダー入りの穀粉、お湯、イースト、ひとつまみの塩の生地から作られる。混ぜ合わせたものを柔らかくクリーム状になるまで手でかきまぜ、それから、発酵のために寝かせる。ソルガムは、ラホーハを作る穀粉によい。甘い種類の料理も、卵で作られる種類もある。
ラホーハは伝統的には、ダーウォ（daawo）と呼ばれる金属の円いストーブの上で焼かれる。それがなければ、普通の鍋で焼くこともある。

## 食べ方
典型的なソマリ風の朝食では、3枚のラホーハが、蜂蜜、ギー、1杯のお茶とともによく食べられる。昼食としては、ラホーハは、カレー、スープ、シチューとともにもときどき食べられる。

## 参考
1. ↑  Little Business Women Archived 2011年9月28日, at Archive.is
2. 1 2 3  Mohamed Diriye Abdullahi, Culture and Customs of Somalia, (Greenwood Press: 2001), p. 113.
3. ↑  Hatikva market — the other side of Tel Aviv
4. ↑  Dholas and other straw hats come into season Archived 2012年3月8日, at Archive.is
5. ↑  Preparing Lahoh